# Lambertus Benenga
Lambertus Benenga (Rotterdam, 17 febbraio 1886 – Rotterdam, 3 agosto 1963) è stato un nuotatore olandese.
Ha partecipato ai Giochi Londra 1908, gareggiando nella gara dei 100 metri stile libero.
Era il fratello maggiore del nuotatore e pallanuotista olimpico Bouke Benenga.